# Orlat
Orlat é uma comuna romena localizada no distrito de Sibiu, na região histórica da Transilvânia. A comuna possui uma área de 59.02 km² e sua população era de 3153 habitantes segundo o censo de 2007.